# 王孝廉
王孝廉（1942年10月10日—2022年8月17日，享壽80歲）筆名王璇，生於中國山東昌邑縣，中國文學研究者，以對中國神話的研究而聞名。在台灣長大，後移民日本，現為西南學院大學國際文化學部教授。此外，他也是一名小說家。其子王震緒也是一名小說家。

## 生平
其父在對日抗戰時，在山東省加入游擊隊，對抗日軍。在1949年時，其父攜其家來台灣，居住在彰化縣。但因為其游擊隊經歷不被認可，無法居住在眷村。王孝廉在彰化長大，畢業於東海大學中文系。畢業後曾任教於母校彰化中學。1973年，帶全家移居日本福岡縣，取得日本廣島大學中國文學博士，後任教於西南學院大學。

## 家庭
其岳父張莫京。其子王震緒。

## 著作
著有《花與花神》、《水與水神》等書 ,曾譯《神話與意義》(絕版)一小書。